# Kaisha Atakhanova
Kaisha Atakhanova   (Kharagandí, 18 de juliol de 1957) és una bióloga i activista social kazakha que va guanyar el Premi Mediambiental Goldman en 2005, i va ser nomenada per al Premi Nobel de la Pau el mateix any. Va lluitar contra la importació d'escombraries nuclears per al Kazakhstan. És fundadora i ex-directora del Centre Ecològic de Karaganda (EcoCenter), organització embolicada en la defensa de la democràcia i protecció del mitjà ambient, usant la metodologia horizontal de Grassroots.

## Biografia
Kaisha es va graduar en biologia a la Universitat Estatal de Karaganda i va estudiar els efectes genètics de la radiació sobre els amfibis. Tanmateix, va considerar que la seva investigació estava sent infrautilitzada per la població general i que necessitava actuar per al canvi i treballar amb persones afectades per la radiació al seu país.
Kazakhstan és un país marcat per la contaminació nuclear, havent estat el lloc de proves nuclears durant el govern de la Unió Soviètica. El juny del 2001, una sucursal del Comitè Estatal d'Energia Nuclear del Kazakhstan planejava importar comercialment residus radioactius per eliminar-los al país, presumptament amb l'objectiu d'utilitzar els diners d'aquesta activitat per resoldre els problemes de radioactivitat del país. Amb aquesta finalitat, va proposar canviar les lleis, ja que la mesura contradeia la legislació vigent en aquell moment. Kaisha va organitzar reunions amb ONGs per evitar el canvi de legislació i, en contacte amb organitzacions de dins i fora del país, va arribar a comptar-ne amb el suport de 60. La votació, prevista per al gener del 2003, va estar influenciada per Kaisha i la seva xarxa d'aliats.
Va ser una campanya que va durar dos anys i sense protestes al carrer. Hi va haver llargues converses amb científics i polítics. Kaisha es va posar en contacte amb tots els membres del parlament kazakh i va publicar la seva posició. Es va organitzar un "atac per fax", en el qual diverses persones van escriure cartes i les van enviar per fax al parlament. Una organització infantil escrivia cartes a la Primera Dama. Les organitzacions juvenils tenien debats sobre el tema. "Tothom va tenir la seva part", va dir Kaisha en una entrevista el 2005.
A la mateixa època, el parlament kazakh planejava implementar una legislació que limités la capacitat d'organització de la societat civil, i combatre aquesta acció també es va convertir en una bandera del moviment, que va portar el parlament a renunciar al canvi. Es va evitar la legislació que permetria la importació de residus nuclears i EcoCenter, dirigida per Kaisha, va ajudar a desenvolupar un moviment ecologista mundial, EcoForum, amb més de 100 organitzacions el 2005.
A causa d'aquest moviment de defensa del medi ambient, Kaisha va rebre el Premi Mediambiental Goldman i va dir que planejava invertir els 125.000 dòlars que va guanyar en projectes d'educació i protecció del medi ambient.
El 2005, va afirmar que els problemes ambientals més grans del país provenien dels seus recursos naturals, com la mineria de gas natural i urani. El 2012 va participar a Rio+20, on va debatre sobre els riscos de l'amiant per al seu país. Va participar en diversos esdeveniments, com ara Rio + 20 i un esdeveniment del WECF, denunciant els riscos de l'energia nuclear.

## Homenatges
- 2005: Premi Mediambiental Goldman[2][6]